# VK Kouzbass Kemerovo
Ne pas confondre avec le club russe de football du FK Kouzbass Kemerovo
Maillots
Le VK Kouzbass (en russe волейбольный клуб Кузбасс, voleïbolny klub Kouzbass) est un club de volley-ball russe basé à Kemerovo, et évoluant au plus haut niveau national (Superliga).

## Historique
- Création du VK Kouzbass au printemps 2008, à l'initiative de la société holding "Siberian Union Business", qui intègre directement la Ligue Majeure A (2e niveau national)
- 2010 : le club termine deuxième de la Ligue Majeure A et est promu en Super-Ligue.
- 2011 : le club est finaliste de la coupe de Russie.

## Palmarès
- Coupe de Russie
  - Finaliste : 2011

## Effectifs

### Saison 2013-2014
| No                                                                                   | Nom                                                                                  | Date de naissance                                                                    | Taille                       | Poids                        | Poste                        |
| ------------------------------------------------------------------------------------ | ------------------------------------------------------------------------------------ | ------------------------------------------------------------------------------------ | ---------------------------- | ---------------------------- | ---------------------------- |
| 1                                                                                    | Earvin N'Gapeth                                                                      | 12 février 1991                                                                      | 194                          | 93                           | Réceptionneur-attaquant      |
| 2                                                                                    | Konstantin Porochine                                                                 | 3 mars 1979                                                                          | 210                          |                              | Central                      |
| 3                                                                                    | Marcus Nilsson                                                                       | 7 octobre 1982                                                                       | 208                          | 98                           | Attaquant                    |
| 4                                                                                    | Dmitri Kovyriaïev                                                                    | 6 avril 1989                                                                         | 190                          |                              | Libero                       |
| 7                                                                                    | Viatcheslav Kourgouzov                                                               | 16 mai 1982                                                                          | 200                          |                              | Attaquant                    |
| 8                                                                                    | Alekseï Bardok                                                                       | 24 décembre 1984                                                                     | 188                          | 84                           | Passeur                      |
| 9                                                                                    | Ivan Marchinine                                                                      | 1992                                                                                 | 201                          |                              | Central                      |
| 10                                                                                   | Björn Andrae                                                                         | 14 mai 1981                                                                          | 200                          | 82                           | Réceptionneur-attaquant      |
| 12                                                                                   | Mikhaïl Chtcherbakov                                                                 | 13 juillet 1985                                                                      | 197                          | 87                           | Central                      |
| 13                                                                                   | Rouslan Askerov                                                                      | 14 janvier 1987                                                                      | 207                          |                              | Réceptionneur-attaquant      |
| 14                                                                                   | Ievgueni Galatov                                                                     | 25 octobre 1987                                                                      | 188                          | 75                           | Libero                       |
| 15                                                                                   | Alekseï Nalobine                                                                     | 3 octobre 1989                                                                       | 205                          |                              | Central                      |
| 17                                                                                   | Sergueï Makarov                                                                      | 28 mars 1980                                                                         | 196                          | 97                           | Passeur                      |
| 18                                                                                   | Dmitri Chestak                                                                       | 28 novembre 1986                                                                     | 202                          |                              | Central                      |
| 19                                                                                   | Sergueï Bourtsev                                                                     | 23 février 1989                                                                      | 198                          | 80                           | Réceptionneur-attaquant      |
|                                                                                      |                                                                                      |                                                                                      |                              |                              |                              |
| Encadrement technique                                                                | Encadrement technique                                                                |                                                                                      | Légende                      | Légende                      | Légende                      |
| Entraîneur : Éric N'Gapeth Denis Matousevitch                                        | Entraîneur : Éric N'Gapeth Denis Matousevitch                                        | Entraîneur : Éric N'Gapeth Denis Matousevitch                                        | : Capitaine                  | : Capitaine                  | : Capitaine                  |
| Entraîneur(s) adjoint(s) : Andreï Choukh Entraîneur(s) adjoint(s) : Rouslan Tsigrine | Entraîneur(s) adjoint(s) : Andreï Choukh Entraîneur(s) adjoint(s) : Rouslan Tsigrine | Entraîneur(s) adjoint(s) : Andreï Choukh Entraîneur(s) adjoint(s) : Rouslan Tsigrine | : Joueur blessé actuellement | : Joueur blessé actuellement | : Joueur blessé actuellement |

| Équipe type : VK Kouzbass Kemerovo                                                                         |
| \| Passeur · # ? RA P2 · # ? Central P3 · # ? Attaquant · # ? RA P5 · # ? Central P6 · # ? Libero · # ? \| |
| Passeur · # ? RA P2 · # ? Central P3 · # ? Attaquant · # ? RA P5 · # ? Central P6 · # ? Libero · # ?       |

| Passeur · # ? RA P2 · # ? Central P3 · # ? Attaquant · # ? RA P5 · # ? Central P6 · # ? Libero · # ? |